# Francesco Sivori
Francesco Salvatore Stefano Sivori (Palermo, 6 maggio 1771 – Genova, 22 luglio 1830) è stato un ammiraglio italiano, particolarmente distintosi durante l'attacco contro Tripoli nell'ottobre 1825. Insignito del titolo di nobiliare di barone, dell'onorificenza di Commendatore dell'Ordine militare di Savoia e della Croce di Cavaliere dell'Ordine militare dei Santi Maurizio e Lazzaro.

## Biografia
Nacque a Palermo il 6 maggio 1771, figlio di Giovanni Battista e di Teresa Punta di origine ligure. 
Allievo della Regia Marina borbonica sulla corvetta Leone (3 settembre 1791- 15 settembre 1792), da questa passò, o disertò, per unirsi alla marina rivoluzionaria francese.
Fu pilota incaricato dei segnali su una nave nella spedizione in Egitto dal governo francese (aprile 1798). Divenne sottotenente di marina della Repubblica ligure a bordo della galera La Giustizia (27 gennaio 1799-6 ottobre 1802), vivendo le fasi dell'assedio di Genova, passando poi come luogotenente sul brigantino "Il Giano" (7 ottobre 1802-1º aprile 1803). Promosso luogotenente di vascello ("lieutenant de vaisseau") ausiliario e aiutante maggiore della Marine impériale francese (1º luglio 1806), effettuò con l'ingegnere Jean Tupinier una ricognizione da Nizza a La Spezia per stabilire le stazioni telegrafiche.
Comandante la goletta imperiale La Sentinelle (1º marzo 1807), essa venne affondata dopo 4 ore di combattimento contro una fregata inglese, senza ammainare la bandiera il 24 agosto 1810, preferendo bruciare la nave che consegnarla al nemico. Fu poi comandante del brigantino Janus (26 novembre 1810-31 dicembre 1813), luogotenente di vascello effettivo (15 luglio 1811), fu esaminatore dei piloti, capitani e padroni di mare (6 ottobre 1814), venne pensionato dalla Repubblica di Genova il 7 dicembre 1814.
Dopo la restaurazione la Repubblica di Genova fu annessa al Piemonte ed egli entrò in servizio nella Regia Marina Sarda  come primo luogotenente di vascello provvisorio  (15 maggio 1815), comandante la mezzagalera La Beatrice e la divisione navale incaricata, su ordine dell'ammiraglio Giorgio Andrea Agnès des Geneys, dell'occupazione dell'isola di Capraia.
Primo luogotenente di vascello effettivo  con grado di onorifico di capitano in seconda, con le mezze galere Beatrice e Liguria operò tra 16 agosto 1815 e l'11 ottobre 1816 nelle acque fra l'isola di Taulara e quelle dell'Asinara contro una squadra di corsari barbareschi forte di tre fregate, tre corvette e sei navi minori che cercavano di razziare le coste della Sardegna e catturare schiavi da vendere sui mercati del Nord Africa.
Effettivo dal 31 agosto 1817, capitano di fregata luogotenente colonnello delle Regie armate il 14 febbraio 1819), assunse il comando la corvetta Il Tritone il 7 giugno, con la quale scortò la fregata Commercio di Genova a Lisbona che trasportava il Marchese Cesare Grimaldi, che doveva assumere l'incarico di Ministro plenipotenziario a Rio de Janeiro, e durante il rientro in Patria operò ancora contro i corsari barbareschi.
Lasciato il comando della corvetta Il Tritone il 6 dicembre 1819), fu promosso capitano di fregata effettivo il 14 agosto 1820 assumendo l'incarico di vicedirettore dell'arsenale di Genova. Durante i moti del 1820-1821  all'arsenale scoppiò un forte incendio, fortunatamente rimasto limitato, ma il 23 marzo scoppiò una rivolta cui parteciparono marinai e artiglieri della marina che assaltarono la Darsena e depredarono il brigantino Zeffiro. Riuscì a ristabilire l'ordine senza spargimento di sangue e sul finire dell'anno, quando un forte temporale fece rompere gli ormeggio ad alcune navi egli riuscì ad impedire che la fregata Maria Teresa naufragasse contro la Darsena. Sottoposto a sorveglianza per avere espresso opinioni dubbiose (10 dicembre 1921),  divenne comandante in 2º della fregata Maria Teresa (9 aprile-7 novembre 1822) a bordo della quale si recò in missione in Marocco per firmare un trattato tra i due paesi.
Insignito della Croce di Cavaliere dell'Ordine militare dei Santi Maurizio e Lazzaro (4 ottobre 1823), fu nominato capitano di vascello e colonnello di fanteria il 19 febbraio 1825, divenendo effettivo nel grado dal settembre. L'11 luglio 1825 assunse il comando della fregata Commercio di Genova, e nominato comandante della Divisione Navale composta dalle fregate Commercio di Genova e La Cristina, dalla corvetta Il Tritone e dal brigantino La Nereide, partecipò a una spedizione contro Tripoli nell'ottobre dello stesso anno. Quando si seppe del suo successo a Tripoli ottenne una pensione di 1500 lire annue sulla Croce dell'Ordine Mauriziano accordata da re Carlo Felice di Savoia. Mantenne il comando della fregata "Il Commercio" sino al 29 gennaio 1826, venendo promosso contrammiraglio, (maggior generale d'Armata) il 15 febbraio successivo, toccando con essa i porti di Smirne, Tenedos, Salonicco, Syra e il Pireo. Commendatore dell'Ordine militare di Savoia il 10 luglio 1826, e insignito del titolo nobiliare di barone il 10 gennaio 1829.  Una via della sua città natale porta il suo nome. Morto a Genova nel 1830, la sua tomba si trova nel Santuario della Madonnetta di quella città.

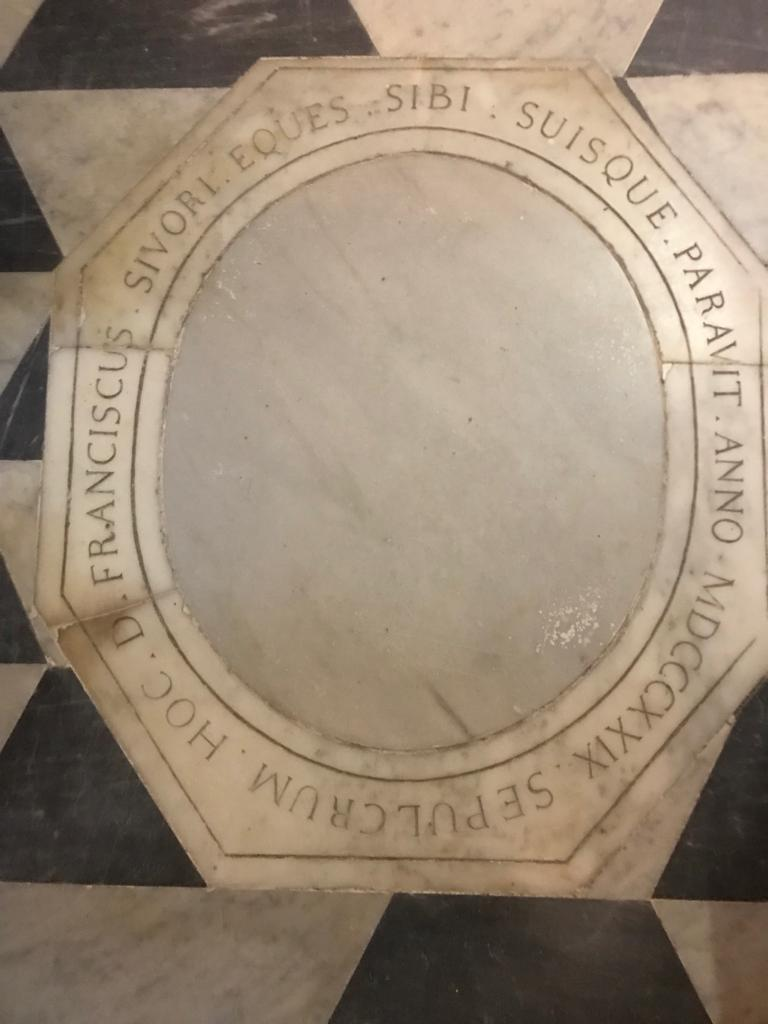
La tomba di Francesco Sivori nel Santuario della Madonnetta

### Annotazioni
1. ↑  Si imbarcò con altri 2.400 uomini a Genova su navi in parte di proprietà del corsaro Bavastro.
2. ↑  Era stato insignito del titolo di maggiore di fanteria il 3 novembre 1815.

### Fonti
1. ↑  Ilari, Shamà 2008, p. 474.
2. 1 2 3  Sampierdarena.
3. 1 2 3 4  Ilari, Shamà 2008, p. 475.
4. 1 2 3 4 5 6 7 8  Historia Regni.
5. ↑   Modernissimo dizionario illustrato, Novara, Istituto Geografico De Agostini, 1964.